# Языки Афганистана

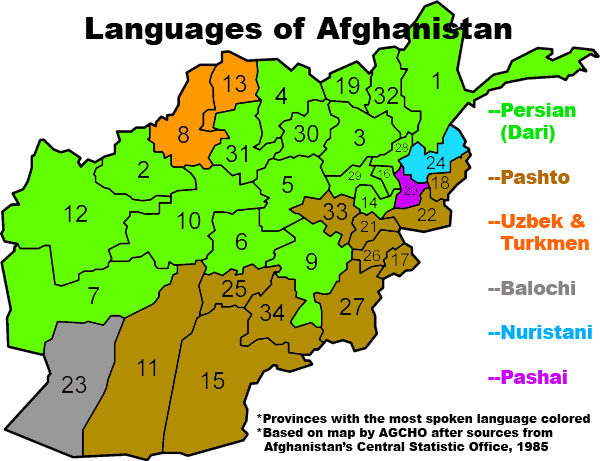
Языковая карта Афганистана

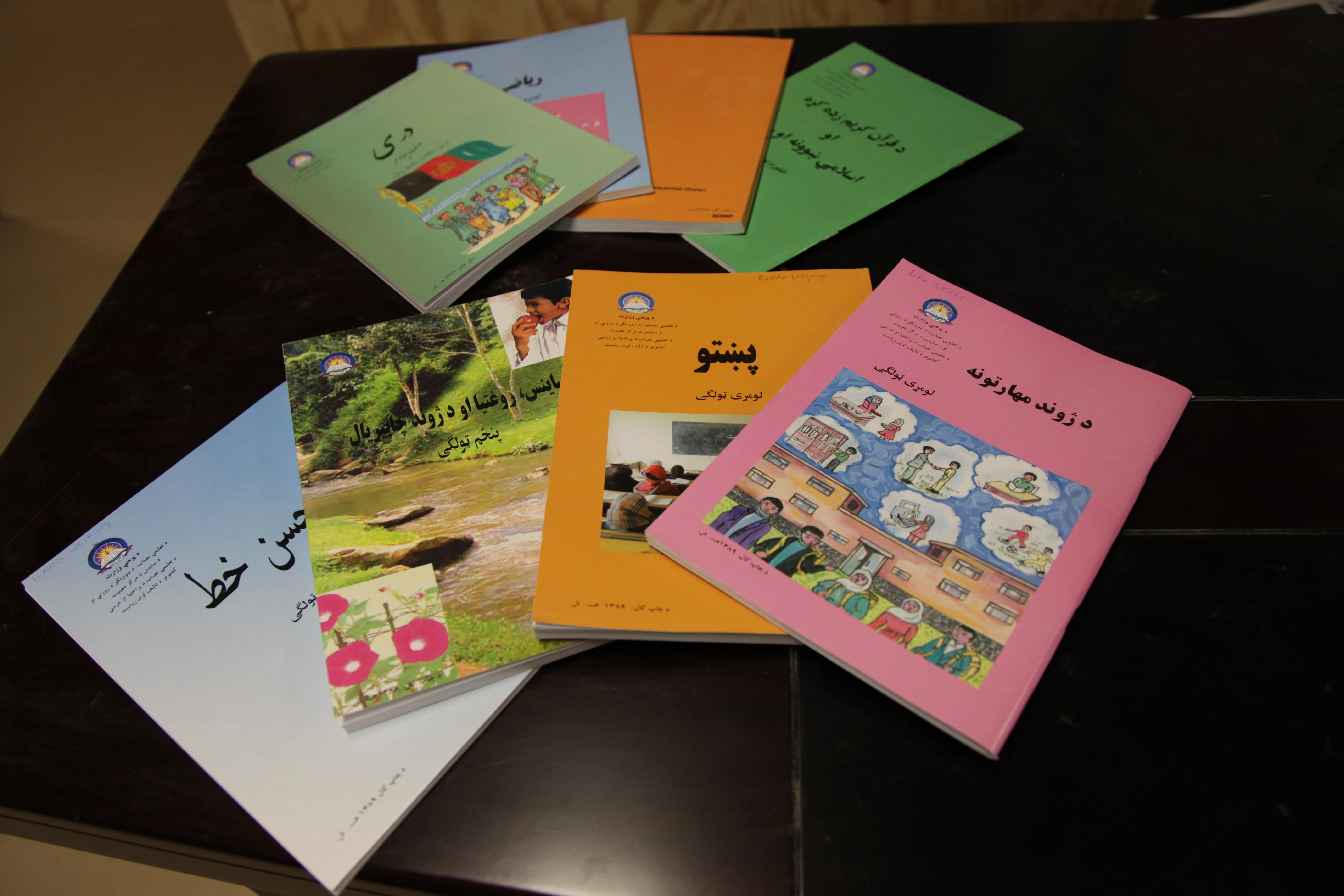
Школьные учебники на языке пушту

Языки́ Афганиста́на — это языки, которые официально или неофициально используются в Исламском Эмирате Афганистан. Официальными языками Афганистана являются пушту и дари. Оба эти языка относятся к иранской группе индоевропейской языковой семьи. Кроме того, на территории страны широко распространены южноузбекский, туркменский, белуджский, пашаи и нуристанские языки. В 1980 году эти языки получили официальный статус в тех районах, где они являются языком большинства.
В статье 16 Конституции Афганистана 2004 года говорится, что тюркские языки (узбекский и туркменский), белуджский, пашаи, нуристанский и памирский являются третьими официальными языками (наряду с пушту и дари) в районах, где на них говорит большинство. Практические условия реализации этого положения определяются законом.
Языками меньшинств в Афганистане являются: ашкун, кати, прасун, трегами, вайгали, памирские языки (шугнанский, мунджанский, ишкашимский и ваханский), брауи, хиндко и киргизский.

## Общая информация
Дари (персидский) широко используется как язык межнационального общения; он является родным языком для таких этнических групп, как таджики, хазарейцы и чараймаки. Пушту является родным языком пуштунов — крупнейшей этнической группы страны. В связи с многонациональностью Афганистана, языковое разнообразие, двуязычие и многоязычие являются обычными явлениями.
Точные данные о численности и составе различных этнолингвистических групп Афганистана недоступны ввиду того, что в последние десятилетия в стране не проводятся систематические переписи населения. Оценочные данные дают следующие цифры о родных языках:
| Язык                           | Всемирная книга фактов/Библиотека Конгресса/Ethnologue/Iranica |
| ------------------------------ | -------------------------------------------------------------- |
| Дари                           | 50 %                                                           |
| Пушту                          | 35 %                                                           |
| Узбекский (южноузбекский язык) | 8,5 — 9 %                                                      |
| Туркменский                    | 2,5 %                                                          |
| Другие языки                   | 4 %                                                            |

В результате исследования путём опроса, проводимого в 2006 году организацией Asia Foundation и охватывающего 6226 случайно отобранных респондентов, дари является родным языком 49 % опрошенных, тогда как 37 % владели им как вторым языком; 42 % были способны читать на дари. Пушту — родной язык 40 % опрошенных; 28 % владели им как вторым языком и 33 % были способны читать на пушту. Узбекский является родным для 9 % и вторым языков для 6 % респондентов, а туркменский — родным языком для 2 % и вторым языком для 3 %. Английским владели 8 % опрошенных и урду — 7 %. Доля носителей пушту, вероятно, больше, так как исследование не проводилось в некоторых пуштуязычных районах из соображений безопасности.
По данным Concise Encyclopedia of Languages of the World, опубликованной в 2009 году, пушту является родным языком 60 % населения Афганистана.